# Aphis ulicis
Aphis ulicis är en insektsart. Aphis ulicis ingår i släktet Aphis och familjen långrörsbladlöss. Inga underarter finns listade i Catalogue of Life.